# Jim Driscoll
Jim Driscoll (Cardiff, 15 de dezembro de 1880 - 31 de janeiro de 1925) foi um lendário pugilista galês, campeão britânico dos pesos-penas entre 1907 e 1913, que também foi desafiante ao título mundial dos pesos-penas e campeão europeu dos pesos-penas.

## Biografia
Nascido em Cardiff, em Gales, Jim Driscoll começou a lutar boxe profissionalmente em 1901, tendo vencido todas as suas dez primeiras lutas por nocaute. A seguir, ainda no ano de 1901, derrotou Joe Ross, em uma decisão nos pontos, que lhe garantiu o título de campeão galês dos pesos-penas.
Nos anos que se seguiram, ora lutando em Gales, ora na Inglaterra, Driscoll continuou nocauteando a maioria de seus adversários, não tendo deixado escapar nem o grande campeão George Dixon, a quem Driscoll nocauteou em apenas cinco assaltos. Driscoll ainda teve outras duas vitória sobre Dixon, ambas decididas nos pontos.
Então, após ter conseguido se manter invicto por trinta e cinco lutas, em meados de 1904, Driscoll acabou sofrendo sua primeira derrota diante de Harry Mansfield. Driscoll já havia enfrentado Mansfield três vezes antes, com duas vitórias e um empate. Porém, apesar desse seu retrospecto positivo contra Mansfield, Driscoll ainda quis se vingar dessa derrota, o que só veio a acontecer no final de 1905, quando Driscoll nocauteou Mansfield, naquele que foi o quinto (e último) confronto entre os dois.
Uma vez superado o desejo de vingar-se de sua primeira derrota, em 1906, Driscoll subiu ao ringue contra Joe Bowker, a fim de disputar uma luta válida pelo título britânico dos pesos-penas. Saindo-se vencedor deste combate, após quinze rounds, Driscoll foi então anunciado como o novo campeão britânico dos pesos-penas.
Cerca de um ano depois de sua conquista, Driscoll defendeu seu título pela primeira vez, em uma revanche contra Bowker, que terminou com a vitória de Driscoll, mediante um nocaute obtido no 17º round. Após manter seu título diante de Bowker, no início de 1908, Driscoll adicionou mais um título à sua carreira, quando se tornou o campeão dos pesos-penas da Comunidade Britânica, ao derrotar o pugilista neozelandês Charlie Griffin.
Consolidando-se no topo dos pugilistas britânicos, em seguida, Driscoll decidiu viajar para os Estados Unidos, aonde obteve importantes vitórias contra Matty Baldwin, Grover Hayes e Leach Cross, que o colocaram em posição de desafiar o título mundial do grande campeão dos pesos-penas Abe Attel.
Realizada no início de 1909, a luta entre Driscoll e Attel durou dez assaltos, ao longo dos quais Driscoll foi amplamente superior, o que se refletia no rosto do campeão, que ao término do combate tinha os olhos e o nariz bastante machucados. Porém, como Driscoll falhou em nocautear Attel, de acordo com as regras vigentes da época, o combate foi declarado sem resultado. No dia seguinte, contudo, a imensa maioria dos jornais anunciaram uma vitória de Driscoll, o que possibilitou a Driscoll reivindicar um novo confronto. Attel negou-se a lutar de novo contra Driscoll e, dessa forma, Driscoll decidiu retornar à Europa.
De volta à Inglaterra, em 1910, Driscoll defendeu seus títulos anteriormente conquistados contra Seaman Arthur Hayes e Frank Spike Robson, antes de tentar capturar o título europeu dos pesos-leves diante do campeão Freddie Welsh. Desqualificado no 10º assalto, Driscoll acabou conhecendo então sua segunda derrota na carreira.
Driscoll não se manteve muito ativo depois de sua derrota para Welsh, tendo realizado apenas uma luta ao longo de todo o ano de 1911. Porém, em meados de 1912, Driscoll enfim retornou ao auge de sua forma, nocauteando Jean Poesy e conquistando o título de campeão europeu dos pesos-penas. Em seguida, Driscoll ainda teve tempo de defender com sucesso seus títulos diante de Owen Moran, antes de ter que interromper sua carreira por conta do início da Primeira Guerra Mundial.
Após o término da guerra, Driscoll tentou retomar sua carreira no boxe em 1919, quando obteve uma vitória contra Pedlar Palmer e um empate contra Francis Rossi, antes de acabar sofrendo uma derrota, por nocaute técnico, para Charles Ledoux. Depois dessa derrota para Ledoux, que foi apenas a terceira em toda sua carreira, Driscoll decidiu parar de lutar.
Lutando contra a turberculose, desde seu retorno da guerra, Driscoll acabou falecendo em 1925, aos 44 anos de idade.
Em 1990, Jim Driscoll fez parte da primeira seleção de boxeadores a serem imortalizados no museu do International Boxing Hall of Fame.